# جيم غوردون
جيم غوردون هو سياسي كندي، ولد في 6 مارس 1937 في رووان نوراندا في كندا. حزبياً، نشط في حزب أونتاريو المحافظ التقدمي. وقد انتخب عضو برلمان مقاطعة أونتاريو.